# 三木市立三木中学校
三木市立三木中学校（みきしりつみきちゅうがっこう）は、兵庫県三木市内にある公立中学校。通称は三木中。

## 沿革
- 1947年（昭和22年） - 開校。
- 1951年（昭和26年） - 三木町立久留美中学校と統合。
- 1954年（昭和29年） - 合併に伴い三木町立から、三木市立に変更。
- 1958年（昭和33年） - 校歌制定。
- 1974年（昭和49年） - 全日本バレーボール大会準優勝
- 1974年（昭和49年） - 全日本吹奏楽コンクール全国大会銀賞
- 1975年（昭和50年） - 全日本吹奏楽コンクール全国大会銅賞
- 1976年（昭和51年） - 三木市立緑が丘中学校開校に伴い分校、校区変更。
- 1977年（昭和52年） - 全日本吹奏楽コンクール全国大会金賞
- 1986年（昭和61年） - 近畿中学校女子駅伝大会4位
- 1989年（平成元年） - 三木市立三木東中学校開校に伴い、校区変更。
- 1996年（平成8年） - 創立50周年記念式典。
- 2022年（令和４年）- 三木市立星陽中学校閉校に伴い統合

## 学校生活
- 自転車通学は許可されている。
- 給食は2009年9月16日（水曜日）から実施されている。

## 部活動

### 運動部
- 野球部
- 水泳部
- 陸上競技部
- 剣道部
- 卓球部
- バレーボール部
- 女子バスケットボール部
- ソフトテニス部

### 文化部
- 吹奏楽部
- 美術部

## 周辺
- 三木市立三樹小学校
- イオン三木店
- 神戸電鉄三木駅
- 三木税務署
- 三木市立三木市民病院
- 兵庫県道23号三木宍粟線
- 兵庫県道360号正法寺三木停車場線

## 著名な出身者
- 皇司（元力士）
- 清水誉（元プロ野球選手）
- 玉岡かおる（作家）
- 横谷彰将（元プロ野球選手）
- 渡邊大門（歴史学者、株式会社歴史と文化の研究所代表取締役）
- 武田訓佳（タレント）
- 角野友基（スノーボード選手）

## 通学区域が隣接している学校
- 三木市立緑が丘中学校
- 三木市立三木東中学校
- 三木市立別所中学校
- 小野市立小野南中学校
- 小野市立小野中学校
- 小野市立旭丘中学校
- 加東市立東条学園小中学校
- 三木市立吉川中学校
- 神戸市立淡河中学校